# Ховард, Роуленд
Ро́уленд Стю́арт Хо́вард (англ. Rowland Stuart Howard; 24 октября 1959 — 30 декабря 2009) — австралийский рок-музыкант, гитарист и композитор, наиболее известный участием в группе The Birthday Party и сольным творчеством.

## Биография

### 1975—1990
Роуленд Ховард создал свою первую группу Young Charlatans в 16 лет, а известность получил два года спустя, став участником The Birthday Party, которая поначалу называлась Boys Next Door. Одним из ключевых факторов звучания группы являлась агрессивная и диссонирующая гитара Роуленда. Он стал вторым лидером группы, наряду с Ником Кейвом, и соавтором нескольких песен. В 1980 году коллектив переехал в Лондон, а два года спустя — в Западный Берлин, где стал известен шумными и нечестивыми выступлениями под наркотиками и алкоголем, в духе американской группы The Stooges. The Birthday Party считалась влиятельной экспериментальной группой на мировой сцене, но просуществовала недолго, лишь до 1983 года. После распада группы музыкальные интересы Ховарда и Кейва расходятся: Ник вместе с другим участником The Birthday Party Миком Харви создаёт The Bad Seeds, Роуленд становится участником Crime and the City Solution, наряду с Саймоном Бонни, Кевином Полом Годфри, своим братом Гарри Ховардом, и, как ни странно, Миком Харви. Параллельно с Crime and the City Solution музыкант собрал группу These Immortal Souls, с таким же составом, за исключением Саймона Бонни — его место заняла подруга Ховарда Женевьева МакГаккин. These Immortal Souls выпускают свой первый альбом Get Lost, (Don't Lie!) в 1987 году и в течение года дают концерты. Также в период 80-х — начала 90-х Ховард сотрудничал с Лидией Ланч, Никки Садденом, Барри Адамсоном, Джеффри Ли Пирсом, Фрэнком Тови, Генри Роллинзом, группой Кейва Nick Cave and the Bad Seeds и коллективом его друга Бликсы Баргельда Einstürzende Neubauten.

### 1990—1999
Группа Crime and the City Solution распадается в 1990 году, два года спустя выходит второй альбом These Immortal Souls I'm Never Gonna Die Again. В 1994 году вышел восьмой альбом Nick Cave and the Bad Seeds Let Love In, где можно услышать бэк-вокал Ховарда. Последней песней These Immortal Souls становится «You Can’t Unring a Bell», записанная в 1995 году для трибьют-альбома Тому Уэйтсу Step Right Up: The Songs of Tom Waits. Коллектив прекращает своё существование в связи со смертью Пола Годфри, который был найден мёртвым в своей лондонской квартире 5 октября 1997 года. Роуленду часто напоминают о его первой песне Shivers, написанной в 16 лет. Тогда музыкант выпускает свой первый сольный альбом Teenage Snuff Film, чрезвычайно позитивно встреченный критиками и поклонниками. После этого начинается менее интенсивный период в творчестве Ховарда.

### 1999—2009
В 2001 году Роуленд записал кавер знаменитой песни Игги Попа The Passenger для австралийского фильма «Он умер с фалафелем в руке», год спустя он сыграл небольшую роль в фильме Королева проклятых. Ховард сотрудничал с Миком Харви, Леоной Кармен, Никки Садденом, Ной Тейлор, группами The Drones, The Holy Soul, Magic Dirt, Beasts of Bourbon и другими, давал концерты, участвовал в рок-фестивалях. Его второй и последний сольный альбом Pop Crimes вышел в 2009 году, незадолго до смерти. В последние годы жизни музыкант страдал от рака печени, вызванного гепатитом C, он ожидал пересадки печени, но операция так и не состоялась. Роуленд Стюарт Ховард умер 30 декабря 2009 года, похороны состоялись 7 января 2010 года в церкви Святого Сердца в Мельбурне. Ник Кейв сказал о покойном друге: «Это очень печальная новость. Роуленд был самым уникальным, одарённым и бескомпромиссным гитаристом Австралии. Он был хорошим другом. Его будет многим не хватать.»

## Музыкальная карьера

### Коллективы
- Tootho and the Ring of Confidence
- The Obsessions
- Young Charlatans (первая собственная группа)
- Boys Next Door (в составе: Ник Кейв, Мик Харви, Трейси Пью, Филл Калверт, Роуленд С. Ховард)
- The Birthday Party (с тем же составом)
- Crime and the City Solution (в составе: Саймон Бонни, Мик Харви, Кевин Пол Годфри, Гарри Ховард, Роуленд С. Ховард)
- These Immortal Souls (в составе: Роуленд С. Ховард, Женевьева МакГаккин, Кевин Пол Годфри, Гарри Ховард)
- Nikki Sudden and the Jacobites
- Jeffrey Lee Pierce and the Gun Club

### Альбомы
- Honeymoon in Red (1987) (совместный альбом Лидии Ланч и The Birthday Party)
- Wedding Hotel (1987) (мини-альбом Никки Саддена и Роуленда С. Ховарда)
- Kiss You Kidnapped Charabanc (1987) (совместный альбом Никки Саддена и Роуленда С. Ховарда)
- Some Velvet Morning (1982) (сингл Лидии Ланч и Роуленда С. Ховарда)
- Shotgun Wedding (1991) (совместный альбом Лидии Ланч и Роуленда С. Ховарда)
- Teenage Snuff Film (1999) (первый сольный альбом)
- Pop Crimes (2009) (последний сольный альбом)